# Cannonball's Bossa Nova
Cannonball's Bossa Nova è il 21° album di Julian Cannonball Adderley pubblicato nel 1962 dalla Riverside Records.

## Tracce
Lato A
1. Clouds – 4:49 (D. Ferreira, M. Einhorn)
2. Minha Saudade – 2:20 (Joao Donato)
3. Corcovado – 6:42 (Antônio Carlos Jobim)
4. Batida Diferente – 3:25 (D. Ferreira, M. Einhorn)

Durata totale: 17:16
Lato B
1. Joyce's Samba – 3:10 (D. Ferreira, M. Einhorn)
2. Groovy Samba – 4:58 (Sérgio Mendes)
3. O Amor Em Paz (Once I Loved) – 7:46 (Jobim, DeMoraes, Gilbert)
4. Sambop – 3:32 (D. Ferreira, M. Einhorn)

Durata totale: 19:26
CD del 1999, pubblicato dalla Capitol Jazz Records
1. Clouds – 4:49 (D. Ferreira, M. Einhorn)
2. Minha Saudades – 2:20 (Joao Donato)
3. Corcovado – 6:41 (Antônio Carlos Jobim)
4. Batida Diferentes – 3:24 (D. Ferreira, M. Einhorn)
5. Joyce's Sambas – 3:10 (D. Ferreira, M. Einhorn)
6. Groovy Sambas – 4:56 (Sérgio Mendes)
7. O Amor Em Paz (Once I Loved) – 7:46 (Jobim, DeMoraes, Gilbert)
8. Sambops – 3:32 (D. Ferreira, M. Einhorn)
9. Corcovado – 5:35 (Antônio Carlos Jobim) – Bonus track - alternate take
10. Clouds – 2:41 (D. Ferreira, M. Einhorn) – Bonus track - single version

Durata totale: 44:54

## Musicisti
Cannonball Adderley with the Bossa Rio Sextet
Brani A1, A2 & B2
- Julian Cannonball Adderley - sassofono alto
- Paulo Moura - sassofono alto (brano A2)
- Sérgio Mendes - pianoforte
- Durval Ferreira - chitarra
- Pedro Paulo - tromba (brano A2)
- Octavio Bailly Jr. - contrabbasso
- Dom Um Romao - batteria

Brani A3, B3 & B4
- Julian Cannonball Adderley - sassofono alto
- Sérgio Mendes - pianoforte
- Pedro Paulo - tromba (brano B4)
- Paulo Moura - sassofono alto (brano B4)
- Durval Ferreira - chitarra
- Octavio Bailly Jr. - contrabbasso
- Dom Um Romao - batteria

Brani A4 & B1
- Julian Cannonball Adderley - sassofono alto
- Paulo Moura - sassofono alto
- Sérgio Mendes - pianoforte
- Pedro Paulo - tromba
- Durval Ferreira - chitarra
- Octavio Bailly Jr. - contrabbasso
- Dom Um Romao - batteria

## Classifiche
| Classifica (2021) | Posizione massima |
| ----------------- | ----------------- |
| Grecia            | 75                |